# Врановац (археолошко налазиште)
Врановац  археолошки локалитет који се налази у истоименом месту Врановац, у општини Пећ. Налазиште припада периоду касног гвозденог доба, а откривени су и налази из рановизантијског периода. Локалитет се датује у период 8. века пре нове ере и 6. века нове ере.